# Fuites de Sourkov

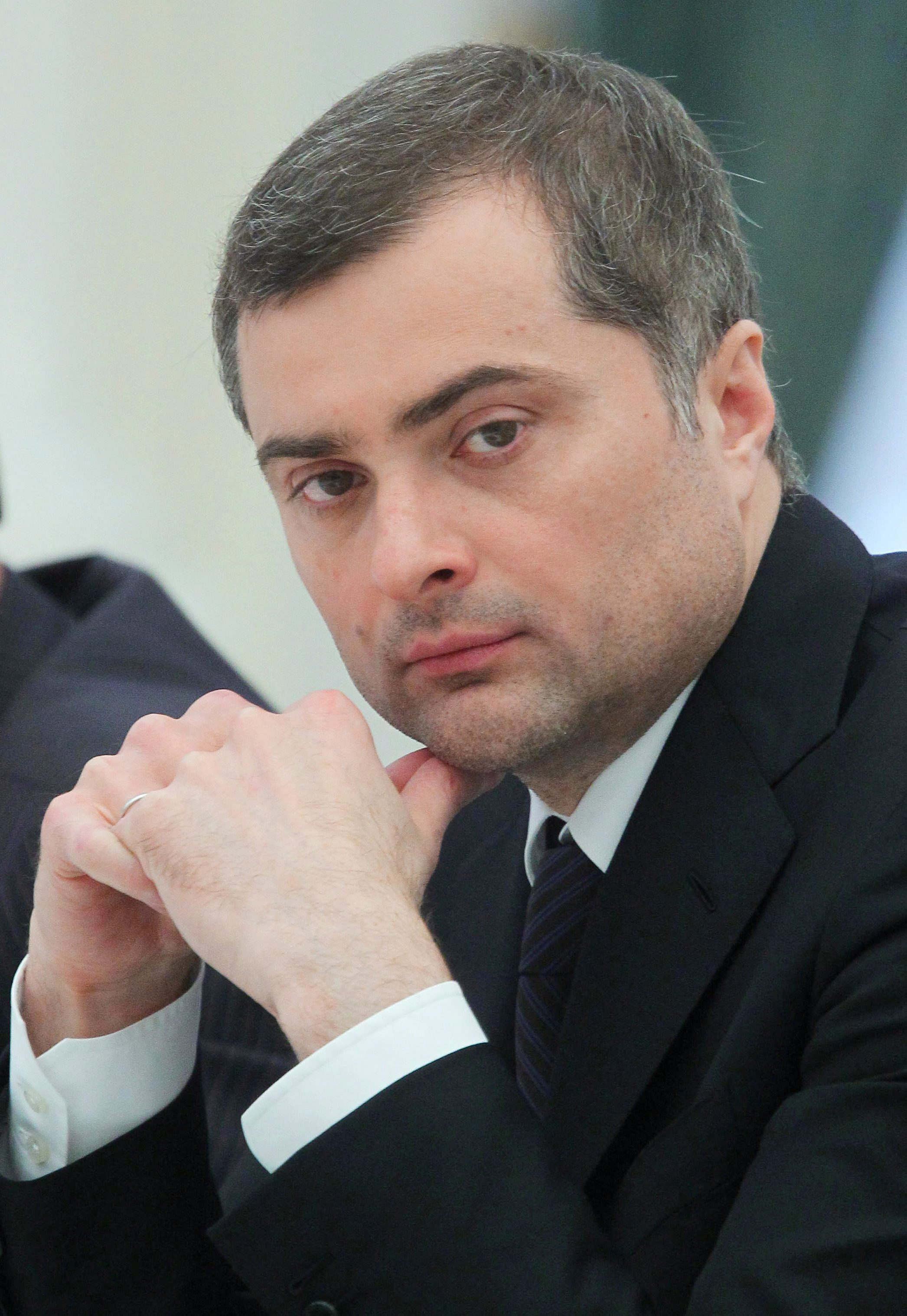
Vladislav Sourkov.

Les fuites de Sourkov sont un ensemble de documents de plus d'un gigaoctet, composé de courriels et d'autres documents présumés appartenant à l'agent politique russe et haut responsable du Kremlin, Vladislav Sourkov, révélés en octobre 2016 par le groupe de hackers ukrainien CyberHunta. Connu comme le « cardinal gris » de la Russie, Sourkov est conseiller politique du président Vladimir Poutine au cours de la guerre russo-ukrainienne et est l'architecte de l'idéologie russe de la démocratie souveraine,.

## Contenu de la fuite
La fuite de documents comprend plus de 2 300 courriels de la boîte de réception de Sourkov. Ceux-ci illustrent les plans russes visant à bouleverser politiquement l'Ukraine et la coordination des affaires avec les principaux dirigeants de l'opposition dans l'est de l'Ukraine séparatiste,. Le communiqué comprend un document envoyé à Sourkov par Denis Pouchiline, ancien président du Conseil populaire de la république populaire de Donetsk, énumérant les victimes survenues en 2014. Il comprend également un aperçu de 22 pages d'un « plan visant à soutenir les politiciens nationalistes et séparatistes et à encourager des élections législatives anticipées en Ukraine, le tout dans le but de saper le gouvernement de Kiev ».
Selon le Kremlin, les documents divulgués s'avèrent inexacts et totalement faux.